# Werratalbrücke Münden

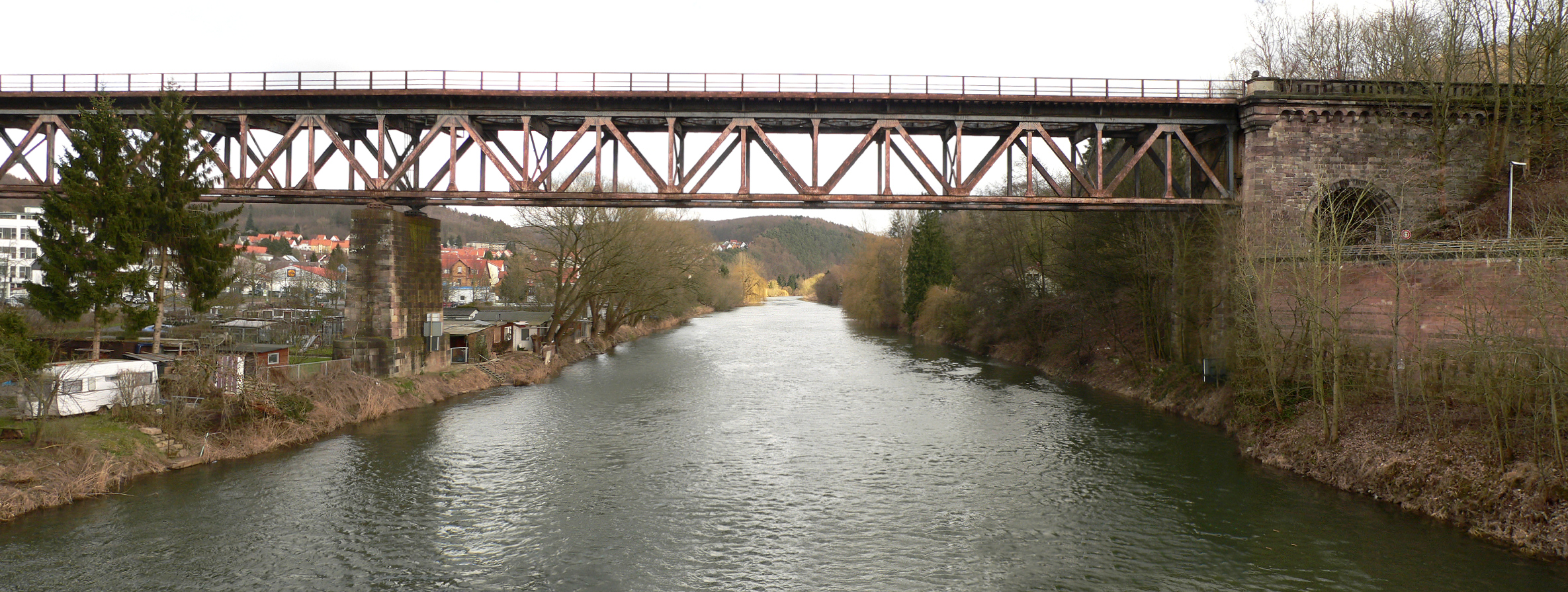
Die Werratalbrücke über der Werra, 2015

Die denkmalgeschützte Werratalbrücke, eine Eisenbahnbrücke in Hann. Münden in Südniedersachsen, wurde 1856 als Steinbogenbrücke im Zuge der Hannöverschen Südbahn fertig gestellt. Die am Ende des Zweiten Weltkrieges gesprengte Brücke wurde 1949 wiederhergestellt. Nach Stilllegung des Abschnittes über Dransfeld ist sie seit 1995 wegen Baufälligkeit gesperrt.

## Beschreibung

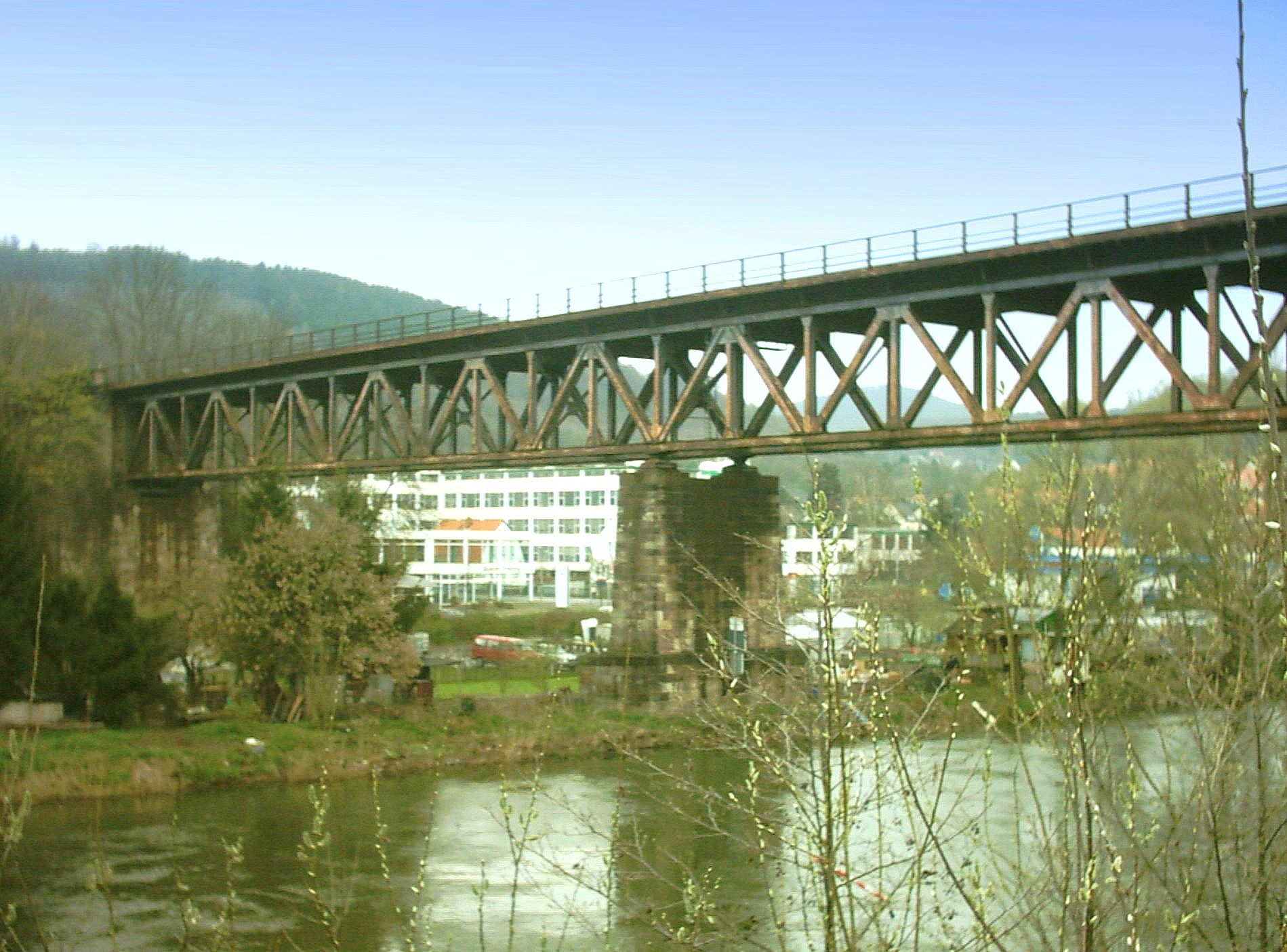
Die Brücke im Jahr 2005

Der Grundstein zum Bau der 160 Meter langen, 23 Meter hohen und annähernd neun Meter breiten Brücke aus Sandsteinquadern wurde am 21. April 1852 gelegt. Ihr Bau dauerte bis 1856 an. Die Baukosten beliefen sich auf 161.000 Taler. Die Brücke hatte sechs Rundbögen mit einer lichten Weite von 17,5 Meter. Über sie führten zwei Bahngleise. Das Bauwerk wies zeittypische Architekturelemente auf, wie Archivolten in den Gewölbebögen, Brückenaugen an den Pfeilern, eine Balustrade mit Brüstungspfeilern, ein Rundbogenfries mit profiliertem Deckgesims sowie turmähnlichen Aufbauten im Bereich der Brückenwiderlager. Im Widerlager auf der Südseite befindet sich seit 1872 ein gewölbter Durchlass für die Uferstraße.
Die Bahnstrecke führte als Endstück der Dransfelder Rampe aus Richtung Norden vom Questenberg über einen Damm in einem großen Bogen über den Taleinschnitt der Werra und überquerte den Fluss auf der Werratalbrücke. Kurz dahinter passierte die Strecke den Güterbahnhof und den Bahnhof Hann Münden in Richtung Kassel.
Der erste Personenzug passierte die Brücke am 8. Mai 1856, bevor die Bahnstrecke offiziell am 23. September 1856 in Betrieb genommen wurde. 1891 entstand im unteren Bereich der Brücke ein Steg für Fußgänger, der auf Überständen an den Brückenpfeilern gelagert war.
Die landschaftsprägende Brücke zählte zu den bedeutendsten Kunstbauten im Königreich Hannover. Nach der 14 km südwestlich gelegenen Fuldatalbrücke Kragenhof (1855) war sie die zweitgrößte massive Eisenbahnbrücke der hannoverschen Bahnen. Das ursprüngliche Brückenbauwerk ist in Miniaturausführung in der Nenngröße H0 (Maßstab 1:87) als Bausatz für Modelleisenbahnen im Handel erhältlich.

Historische Ansichten der ursprünglichen Steinbogenbrücke
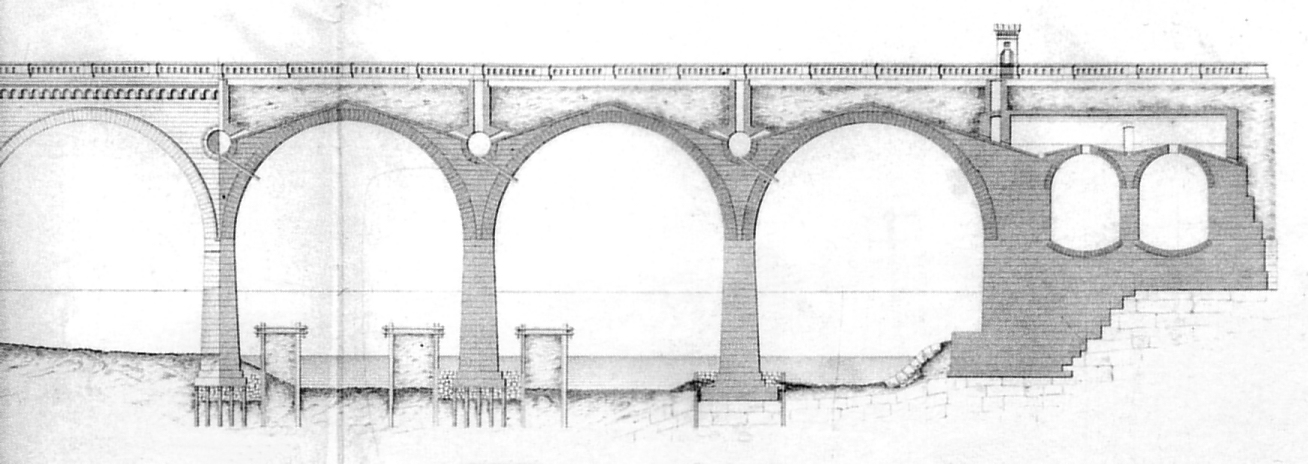
Bauzeichnung
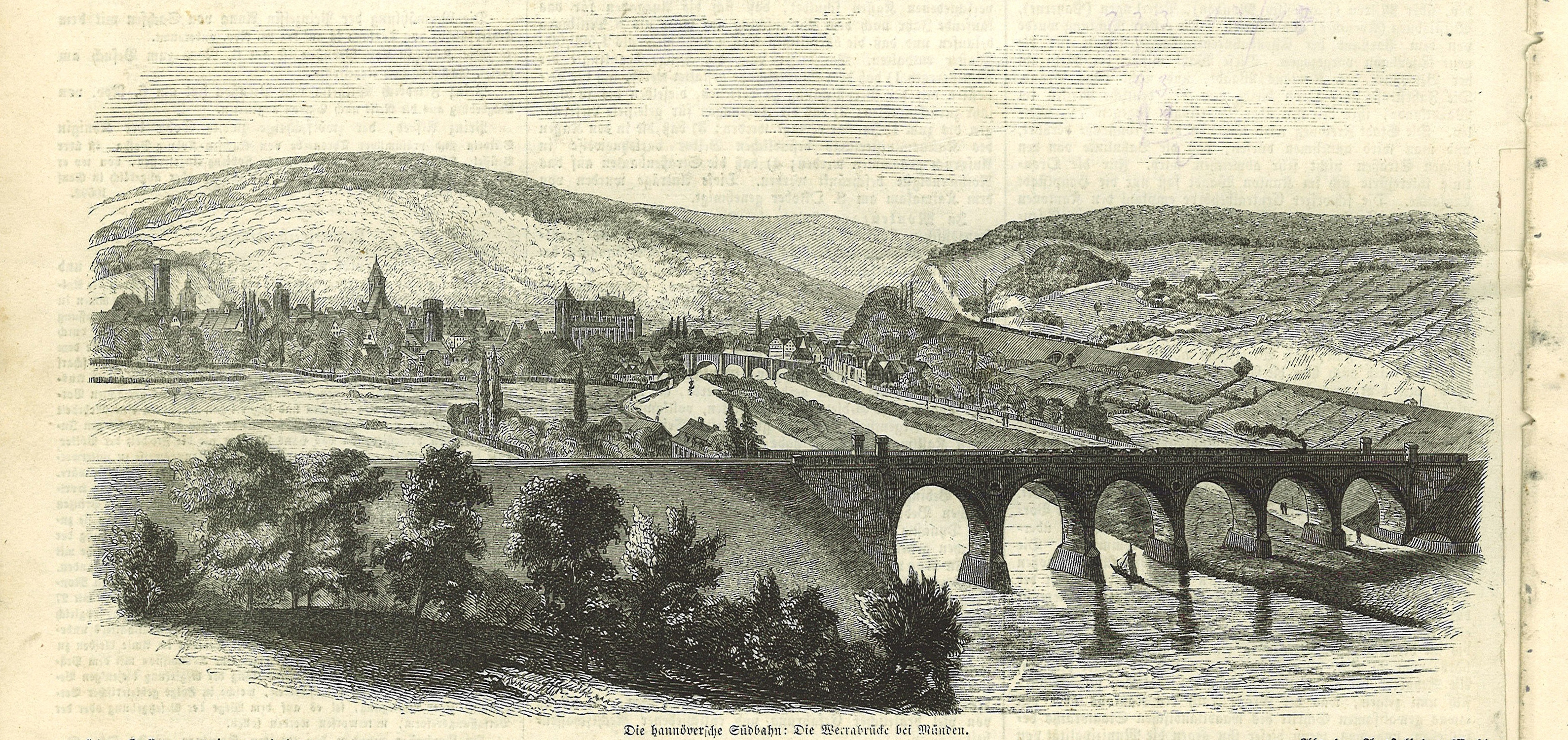
Blick auf Münden um 1856
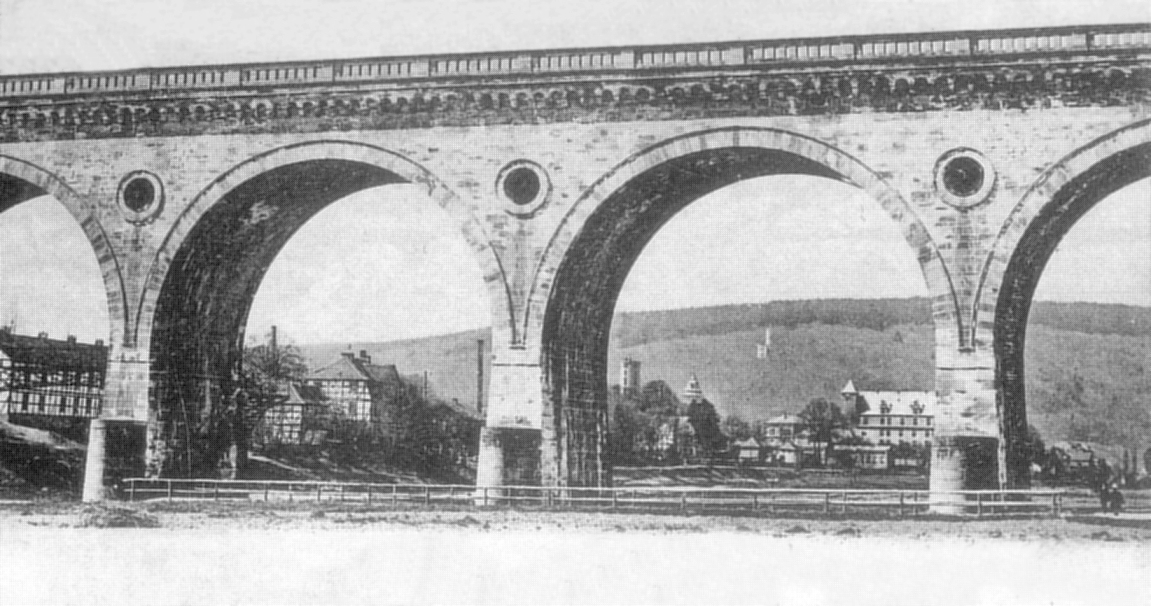
Blick durch die Brückenpfeiler auf die Stadt
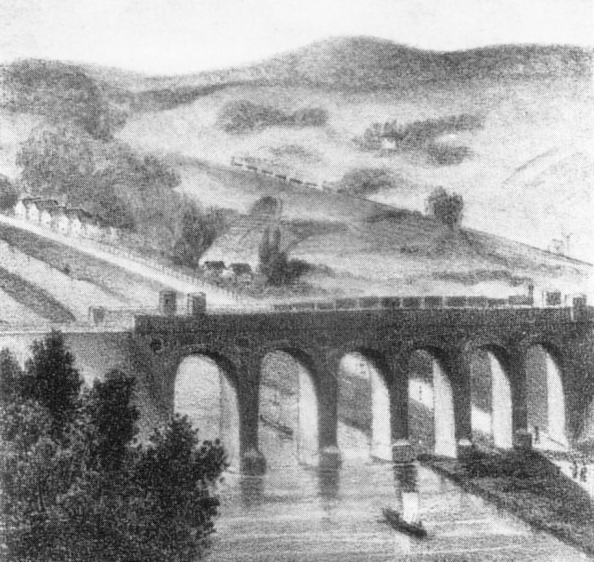
Brücke mit der Vorstadt Blume

### Sprengung und Wiederherstellung
Gegen Ende des Zweiten Weltkrieges sprengte die Wehrmacht am 6. April 1945 die Werratalbrücke, um den Vormarsch von US-amerikanischen Truppen zu verhindern. Danach endeten für vier Jahre die aus Richtung Göttingen kommenden Züge vor der Brücke an der provisorisch eingerichteten Station Münden Nord (Posten 110). Die Fahrgäste mussten mit ihrem Gepäck einen mehrere Kilometer langen Fußmarsch zum Bahnhof Hann Münden zurücklegen, um die Reise in Richtung Kassel fortsetzen zu können.
In den Jahren 1948 und 1949 wurde die Brücke nach dem Abriss der kriegsbeschädigten Pfeiler- und Gewölbereste bei Nutzung der Brückenwiderlager wiederhergestellt. Dabei wurde eine standardisierte Fachwerkbrücke des Typs Schaper-Krupp-Reichsbahnbrücke als Dauerbehelf eingebaut. Der mittigen Auflage dient ein massiver Brückenpfeiler aus dem 19. Jahrhundert. Die Brücke ist zweigleisig wiederhergestellt worden, da man die Wiedererrichtung des zweiten Gleises zwischen Dransfeld und Hann. Münden in Erwägung zog. Auf der Brücke wurde aber nur ein Gleis befahren, da die Strecke eingleisig blieb.
Nach der Einstellung des Personenverkehrs auf der Dransfelder Rampe 1980 und des Güterverkehrs 1994 wurde die Werratalbrücke im September 1995 wegen Baufälligkeit gesperrt. Zuvor war sie 1991 als Baudenkmal unter Schutz gestellt worden. Im Jahr 2011 ließ die Deutsche Bahn ein auf der Brücke verlaufendes Gleis, das marode geworden war, demontieren. Das Unternehmen trägt weiterhin die Verkehrssicherungspflicht für das Brückenbauwerk.

Heutiges Brückenbauwerk
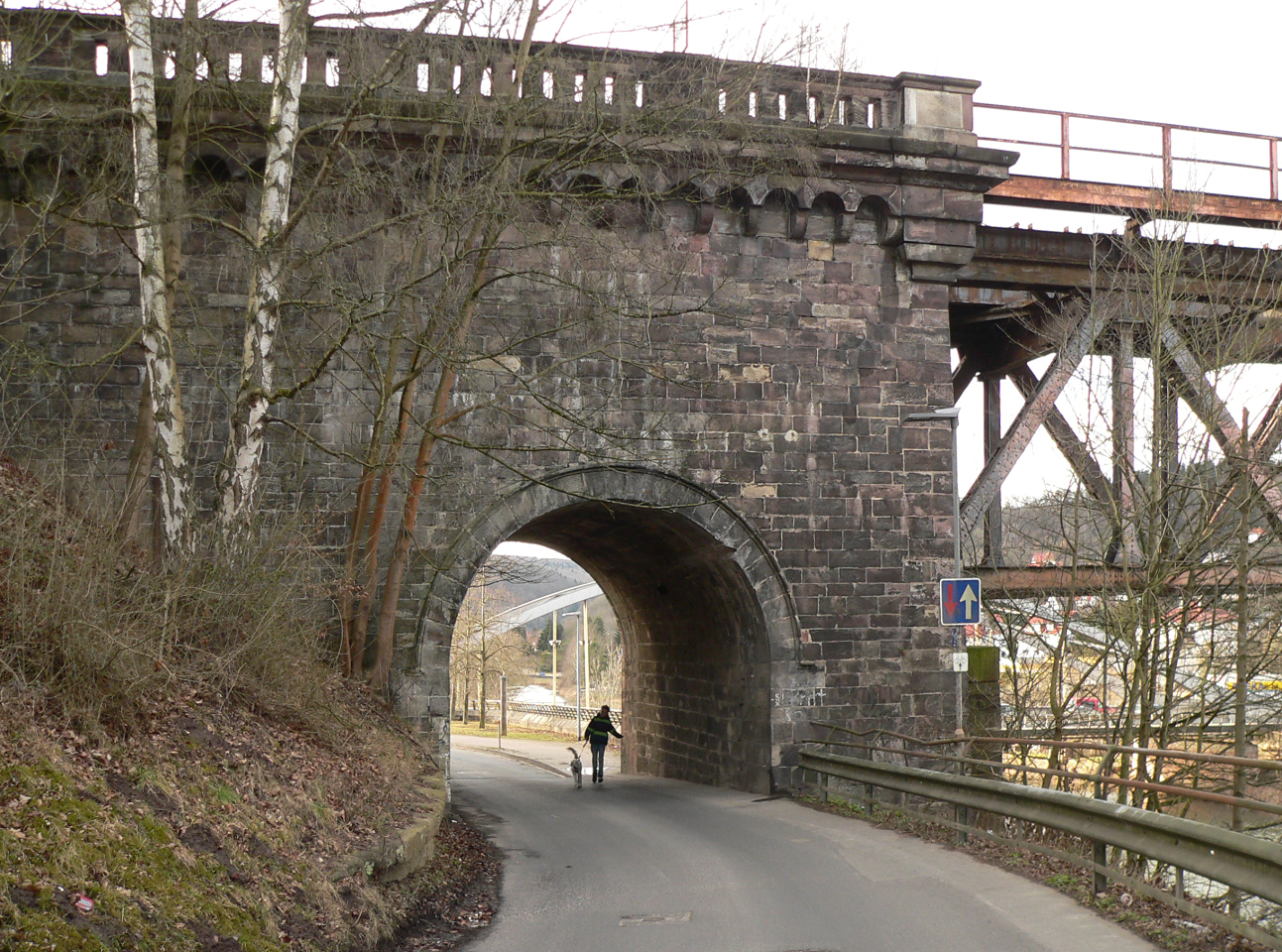
Brückenwiderlager auf der Südseite mit einer Durchfahrt
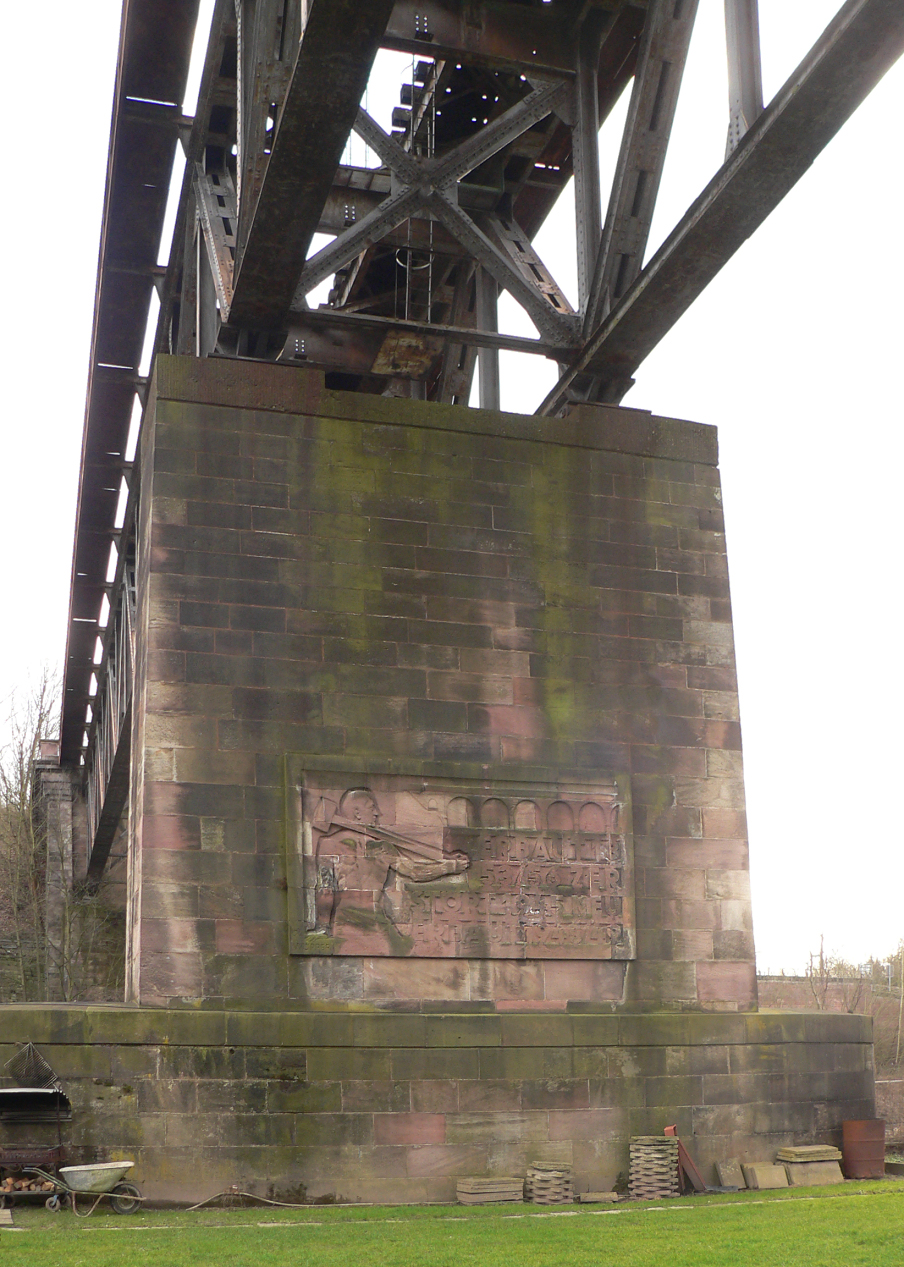
Mittiger Brückenpfeiler mit Inschrift zum Wiederaufbau von 1949
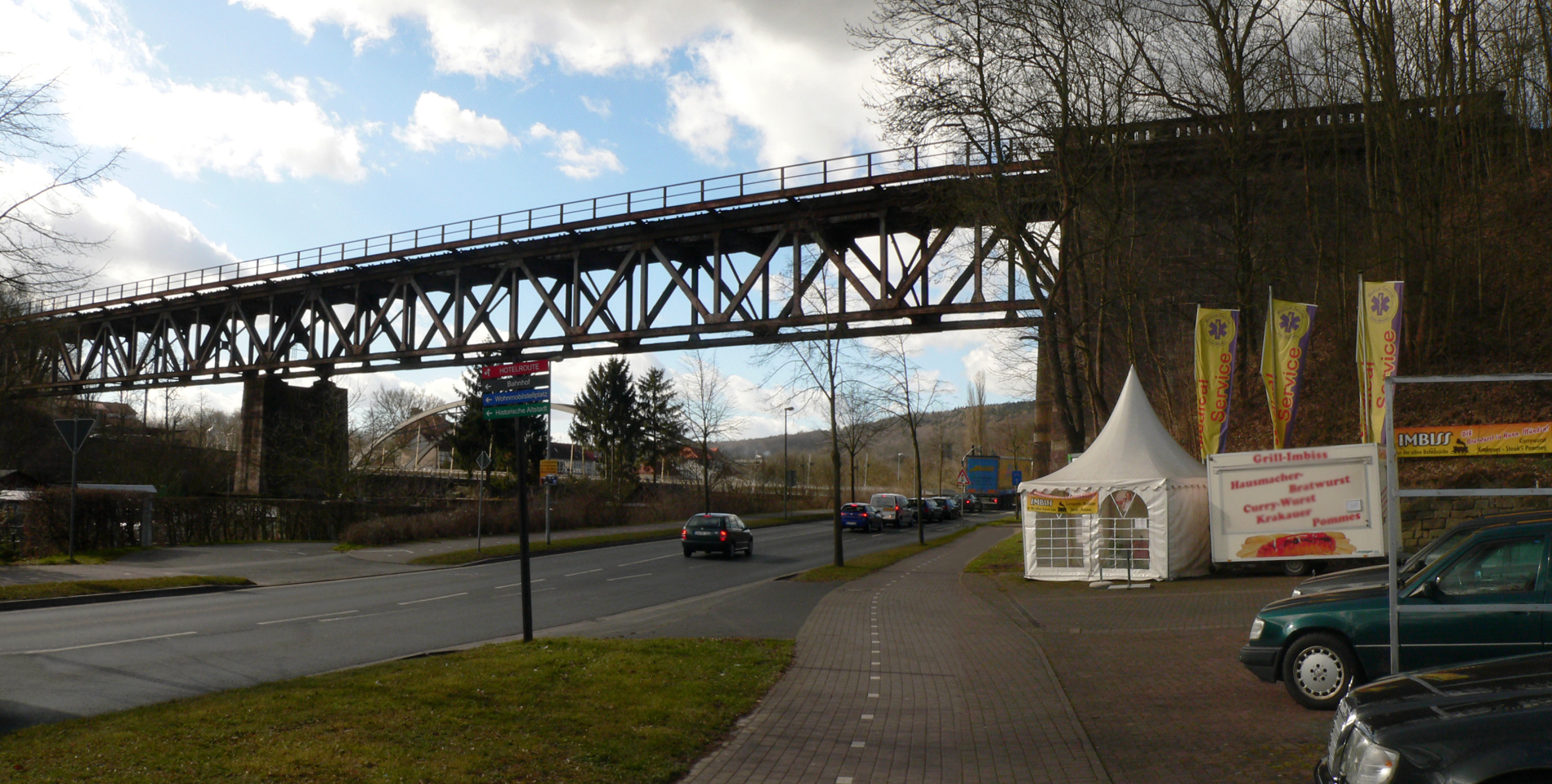
Die Nordseite der Brücke mit der B 80
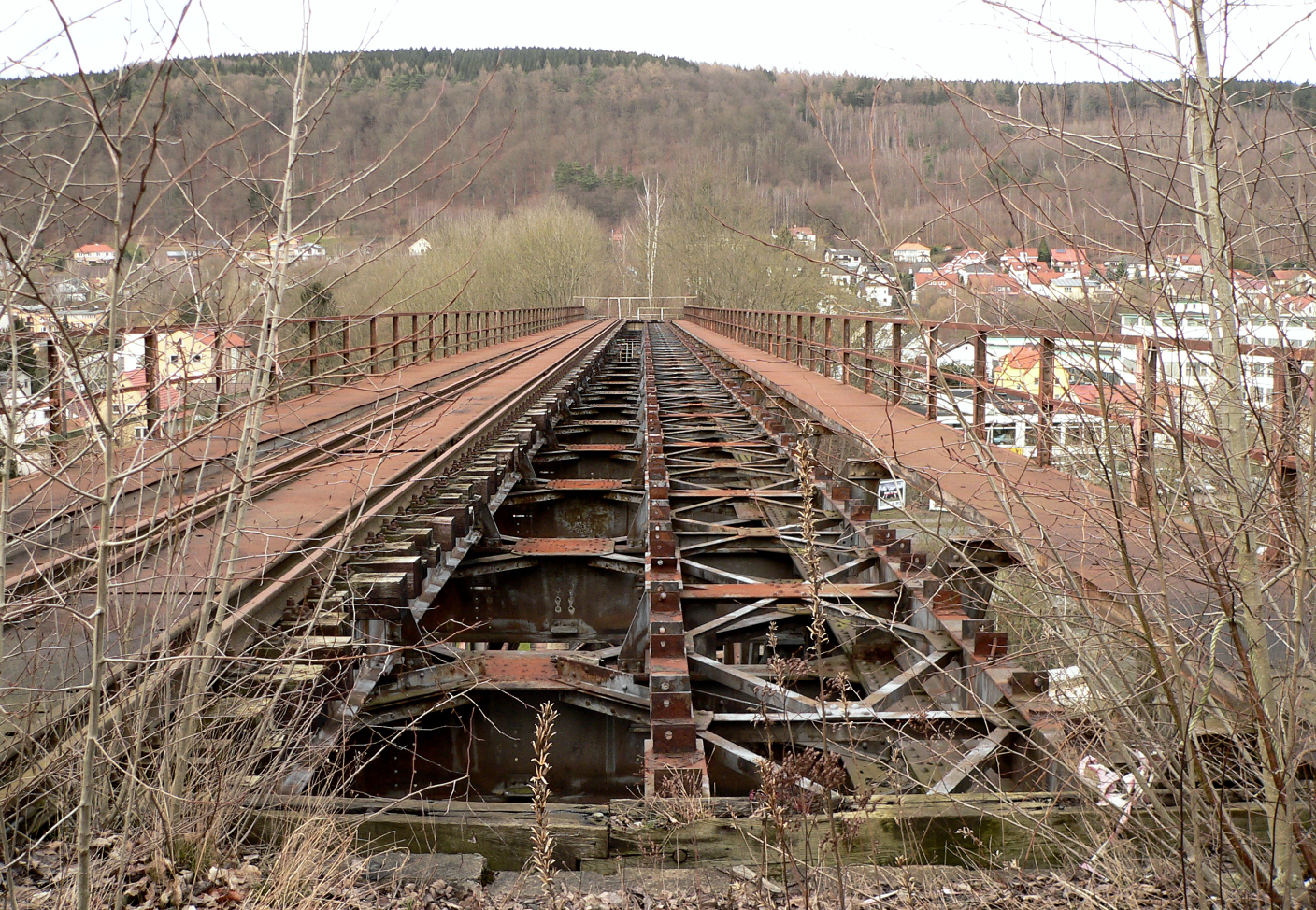
Blick auf die Brücke aus Richtung Bahnhof nach Norden zum Questenberg mit nur noch einem Gleis
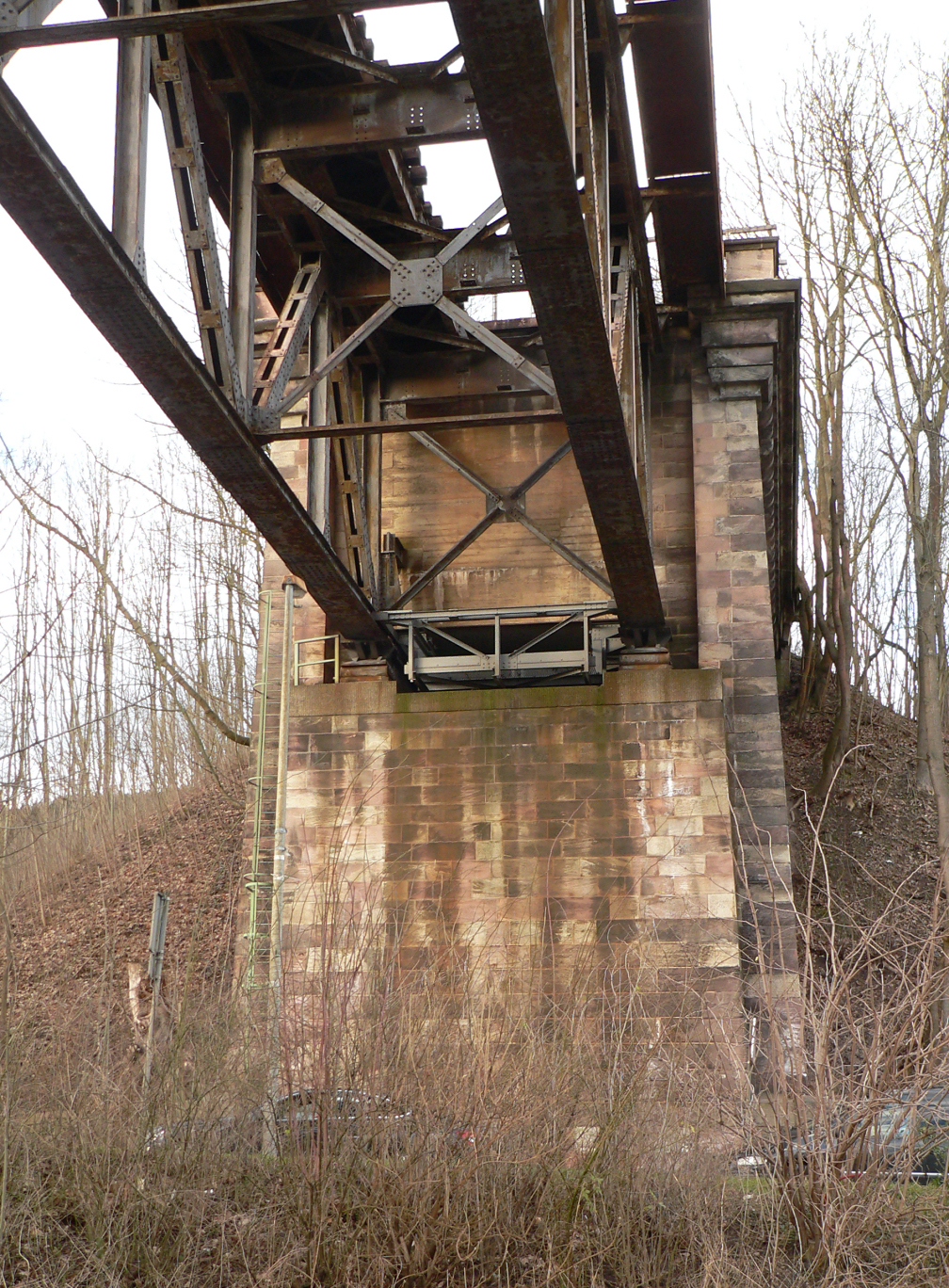
Brückenwiderlager auf der Nordseite mit der 1949 eingesetzten Fachwerkbrücke